# Bildungssystem in Frankreich

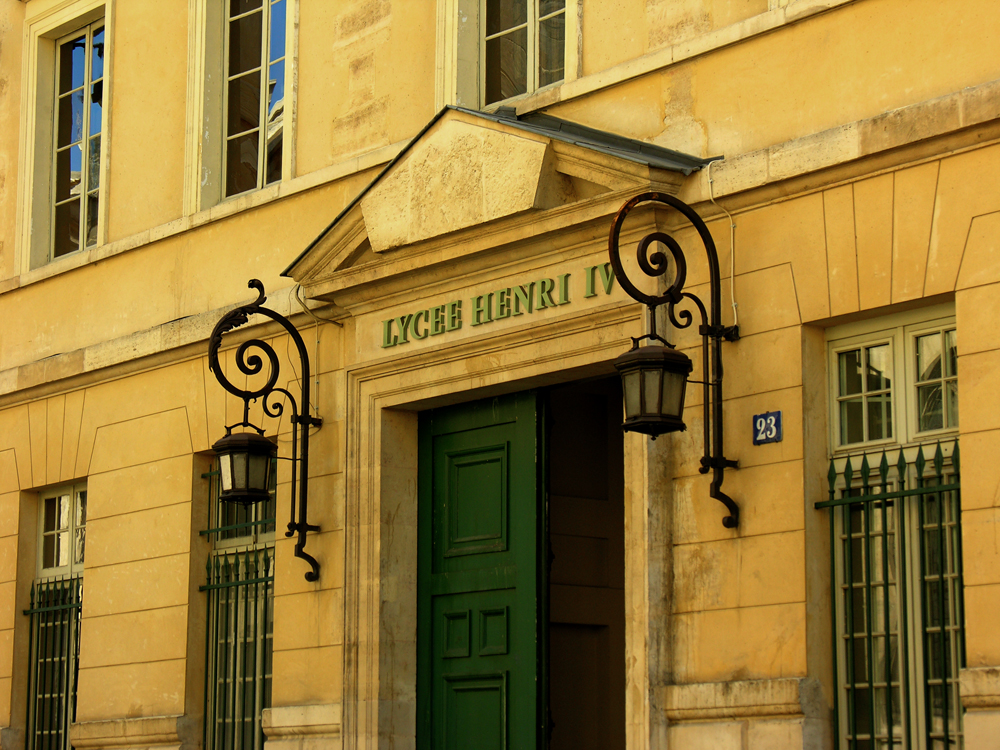
Das prestigereiche Pariser Lycée Henri IV, wo Sartre und Macron zur Schule gingen

Das Bildungssystem in Frankreich umfasst die Schulen und Hochschulen des Landes.
Das Schulsystem wird großteils von der öffentlichen Hand betrieben. Im Hochschulbereich sind nichtstaatliche Träger bei den Grandes écoles stärker vertreten, im privaten Schulbereich die katholische Kirche. Das Bildungssystem beruht auf dem Prinzip des Laizismus. Die Verwaltung der Schulen und Hochschulen erfolgt im Wesentlichen durch die 30 „Akademien“, die jeweils für mehrere Departements zuständig sind.

## Grundstrukturen

Schulsystem in Frankreich

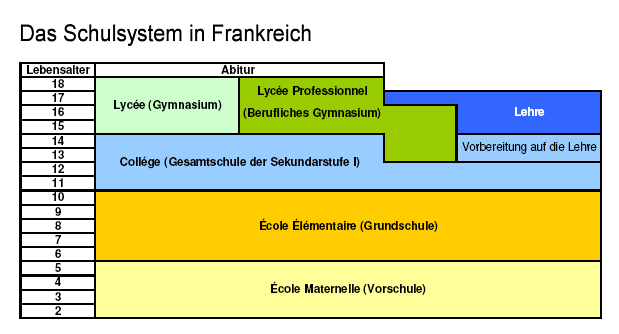
Schulsystem in Frankreich

### Bildungspflicht und Ganztagsschule
Die Schulpflicht wurde in Frankreich am 28. März 1882 eingeführt. Heute sind durch die Bildungspflicht auch Hausunterricht und Unschooling möglich, (teilweise non-scolarisation genannt). Möchte ein Kind im Einvernehmen mit den Eltern nicht zur Schule gehen, melden die Eltern dies der Gemeinde, die in diesem Falle in regelmäßigen Abständen die familiären Bedingungen, die Gesundheit und die Lernfortschritte des Kindes überprüft. Etwa 30.000 Kinder in Frankreich besuchen keine Schule.
Die funktionale Analphabetenquote (illettrisme) liegt bei den Erwachsenen in Frankreich bei 7 %. Die meisten Analphabeten haben einen Migrationshintergrund, sind als Erwachsene immigriert und haben das französische Bildungssystem nicht durchlaufen.
Schulen in Frankreich sind grundsätzlich Ganztagsschulen. Der Unterricht beginnt in der Regel zwischen 8.30 und 9.00 Uhr und endet um 16.30 bzw. 17.30 Uhr im Collège (Sekundarstufe I), gegen 18.00 Uhr im Lycée (Sekundarstufe II). Vor- und Grundschulen (école maternelle bzw. école élémentaire) bieten zudem Betreuungsmöglichkeiten vor und nach dem Unterricht, sofern die Größe der Gemeinde und ihre finanzielle Ausstattung es zulassen.
Allen Kindern wird mittags ein Kantinenessen angeboten. Gebühren, die die Familien der Kinder dafür entrichten müssen, hängen vom Einkommen ab und werden von den Kommunen bezuschusst. Für Kinder aus kinderreichen Familien mit niedrigem Einkommen ist das Essen gegebenenfalls kostenlos.
Traditionell war der Donnerstag, dann der Mittwoch unterrichtsfrei; die Kinder und Jugendlichen gingen montags, dienstags, donnerstags und freitags ganztags sowie samstags halbtags (bis etwa 1970 ebenfalls ganztags) zur Schule. Durch die Reduktion des Samstagsunterrichts sank die Stundenzahl von 30 auf 25 Zeitstunden Unterricht. Nach mehreren Reformen des Fünftagemodells, die z. B. den Samstagsunterricht auf Mittwochvormittags verlegten, findet der Unterricht seit 2018 an 80 % der Schulen an vier Tagen statt; der Mittwoch und das Wochenende sind unterrichtsfrei.
Die Sommerferien dauern acht Wochen. Darüber hinaus gibt es je zwei Wochen Weihnachts-, Frühjahrs- und Allerheiligenferien.
Die Schuldauer von der Grundschule bis zum Erreichen des Abiturs beträgt in der Regel 12 Jahre. Vor dem Besuch vieler Hochschulen ist eine längere schulzeitergänzende Classe préparatoire notwendig, um im Concours einen möglichst hohen Platz zu erreichen und somit zum Studium zugelassen zu werden.

### Konfessionelle und private Schulen, Religionsunterricht
Etwa 9000 Schulen der katholischen Kirche und andere private Schulen, allesamt écoles libres (freie Schulen) genannt, nehmen heute ca. 30 % der Schüler auf. Dahinter steht ein großer Vertrauensverlust in die Leistungsfähigkeit der staatlichen Schulen. Dabei bezahlt der Staat die Lehrergehälter, während die privaten Träger die Gebäude bereitstellen; Grundlage bildet dafür die Loi Debré von 1959 (benannt nach dem Premierminister Michel Debré). Der Zulauf zu katholischen Schulen ist in der Regel nicht auf ein wachsendes religiöses Interesse zurückzuführen, wie am Rückgang von Taufen und kirchlichen Hochzeiten, der in der französischen Gesellschaft feststellbar ist, abgelesen werden kann.
Religionsunterricht findet wegen des dezidierten Laizismus des französischen Staates an staatlichen Schulen, wenn überhaupt, nur freiwillig statt, und zwar im Rahmen der Schulseelsorge (aumônerie scolaire seit 1802). Eine solche kann auf Antrag der Eltern oder volljähriger Schüler eingerichtet werden, was allerdings de facto selten gefordert wird; schon die Möglichkeit der Einrichtung einer Schulseelsorge ist in der französischen Öffentlichkeit weitgehend unbekannt. 2003 wurde die Zahl der aumôneries scolaires in Frankreich auf etwa 3000 geschätzt. In Elsass-Lothringen gibt es anders als im übrigen Frankreich noch staatlichen Religionsunterricht an öffentlichen Schulen (cours de religion) und eine staatliche Lehrerausbildung im Fach Religion an der Universität Straßburg; diese Tradition geht auf die zeitweilige Zugehörigkeit der Region zu Deutschland zurück. Die Teilnahme am Religionsunterricht geht dort, wo er überhaupt besteht, in den oberen Klassen stark zurück. Ein islamischer Religionsunterricht findet in den öffentlichen Schulen bisher kaum statt, weil die muslimischen Gemeinschaften diesen nicht unter staatlicher Kontrolle ausüben wollen. Private muslimische Schulen entstehen derzeit erst.

## Schulstufen

### Vorschule und Grundschule (École maternelle und École élémentaire)

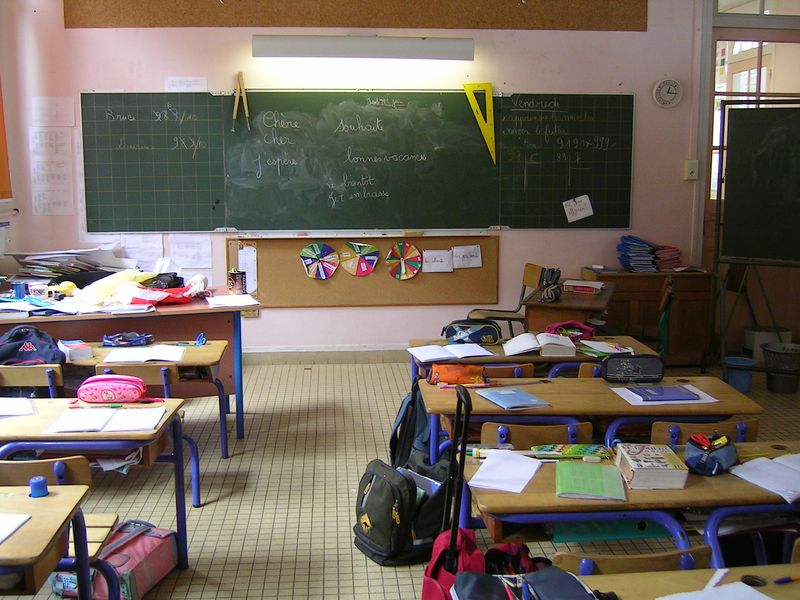
Klassenraum der Grundschule

Die école maternelle (Vorschule) wird von 97 % der Kinder in Frankreich besucht. Sie umfasst maximal vier Jahrgangsstufen und ist seit 2019 für Kinder ab drei Jahren Pflicht. Ihr Besuch ist in öffentlichen Schulen gratis und der Unterricht ganztägig; optionale Betreuungsangebote für die Randzeiten sowie die mittägliche Verpflegung sind jedoch kostenpflichtig. Alter der Vorschüler: 2½ bis 6 Jahre. Die Vorschule ist eine Einrichtung mit Betreuungs-, Erziehungs- und Bildungsfunktion. Letztere steht stärker im Vordergrund, als dies in den Kindergärten in anderen, zum Beispiel deutschsprachigen Ländern, der Fall ist. Es existiert ein nach nationalen Richtlinien des Bildungsministeriums festgelegtes Curriculum, das zwar nicht verbindlich ist, durch das die École maternelle aber als Vorbereitung auf die Grundschule gilt. Die Lehrer werden von der staatlichen Schulbehörde, Éducation nationale, ausgebildet und angestellt. Auch die Schulleiter sind Lehrer.
Die école élémentaire (Grundschule) dauert in Frankreich fünf Jahre. Die Schuljahre heißen: CP (cours préparatoire im ersten Jahr), CE1 und CE2 (cours élémentaire 1/2 im 2. bzw. 3. Jahr) sowie CM1 und CM2 (cours moyen 1/2 im 4. bzw. 5. Jahr). Alter der Grundschüler: 6 bis 11 Jahre. In der Klasse 1 und 2 findet die Erziehungs-, in Klasse 3 bis 5 eine Übungsphase statt. Schon ab der ersten Klasse wird im Sinne der Europäisierung eine Fremdsprache unterrichtet. Diese muss nicht Englisch sein.
Die école maternelle und die école élémentaire müssen nicht zwangsweise getrennt geführt werden. Sie können in kleineren Gemeinden als Einheit organisiert werden, werden dann aber als école primaire bezeichnet.

### Sekundarstufe I (Collège)
Traditionell werden die Klassen des Collège (und des Lycée) rückwärts gezählt: Das Collège beginnt mit der Sixième (Sexta) und endet nach der Troisième (Tertia); das Lycée schließt sich mit der Seconde (Sekunda) an und endet mit der Terminale (Abschlussklasse).
Im Anschluss an die Grundschule besuchen alle Schüler vier Jahre lang das Collège, eine Mittelschule ohne Leistungsdifferenzierung. Sie erhalten dabei Unterricht in Französisch, Mathematik, zwei modernen Fremdsprachen, Geschichte-Geographie-Gemeinschaftskunde, Bio- und Geowissenschaft (sciences de la vie et de la terre), Physik-Chemie, Technologie, Kunst, Musik und Sport. Es besteht je nach Schule außerdem die Möglichkeit, eine Regionalsprache, Latein oder Griechisch zu erlernen. Am Ende des Collège unterziehen sich die Schüler einer Prüfung, durch die sie ein Abschlusszeugnis erwerben, das Diplôme national du brevet.
Die übliche Sprachenfolge im Fremdsprachensektor der Sekundarstufe I und II ist Englisch von der fünften Klasse an (rund 90 Prozent) und Spanisch von der siebten Klasse an (57 Prozent). Deutsch als zweite Fremdsprache wird von ca. 15 Prozent der Schüler erlernt; zuletzt ging die Zahl der Deutschschüler zurück. Im Süden ist der Deutschunterricht seltener als im Norden oder Osten Frankreichs. Weitere Sprachen, die als zweite Fremdsprache gelernt werden, sind z. B. Niederländisch und Italienisch. Eine besondere Rolle können in bestimmten Gegenden die Regionalsprachen spielen. Dabei bestehen von Region zu Region erhebliche Unterschiede: Während Okzitanisch von relativ wenigen Schülern belegt wird und nur an einer begrenzten Zahl von Schulen unterrichtet wird, gilt z. B. die Position des Korsischen im Unterrichtswesen Korsikas als weitgehend konsolidiert. Im Schuljahr 2020/21 besuchten 45 % aller korsischen Kinder in der Grundschule den zweisprachigen französisch-korsischen Schulzweig, der von rund zwei Drittel der Primarschulen vorgehalten wird; 98 % der Schüler im ersten Jahr der Mittelschule (Collège) lernten Korsisch, und noch in der letzten Klasse vor dem Abitur belegten es 15 % aller korsischen Schüler. Bei der Unterrichtung der Regionalsprachen ist die Didaktik darauf eingestellt, dass Schüler mit muttersprachlichen Kompetenzen und solche mit geringen oder gar keinen Kenntnissen der Regionalsprache zusammentreffen. Ebenso lernten 2018 98 % aller elsässischen Grund- und Vorschüler  Hochdeutsch.

### Sekundarstufe II (Lycée), beruflich und allgemeinbildend
In der Sekundarstufe II besteht die Möglichkeit, drei Jahre lang eine Berufsschule zu besuchen; unterschieden wird dabei zwischen lycées d’enseignement général et technologiques (allgemeinbildend und technisch) und lycées d’enseignement professionnel (berufsbildend), wobei heutzutage beide Bildungsgänge oftmals in derselben Schule, dem Lycée polyvalent, angeboten werden.

#### Unterricht amLycée d’enseignement général
Nach einem gemeinsamen Fächerkanon im ersten Jahr des Lycée, d. h. in der Seconde (10. Schuljahr), wählten die Schüler bis zur Reform von 2021 für die Première und die Terminale (11./12. Schuljahr) einen von drei gymnasialen Zweigen: L (littéraire, literarisch), ES (économique et sociale, wirtschafts- und sozialwissenschaftlich) oder S (scientifique, wissenschaftlich). Innerhalb dieser Profile waren zahlreiche weitere Entscheidungsmöglichkeiten gegeben. Für alle Schüler verpflichtend waren folgende Fächer:
- Französisch und Literatur (in der Seconde und der Première)
- Philosophie (in der Terminale)
- Geschichte-Geographie und Staatsbürgerkunde (Das Schulfach Histoire-Géographie ist eine Besonderheit des französischen Schulsystems – in fast allen anderen Ländern sind das zwei getrennte Fächer.)
- erste lebende Fremdsprache
- zweite lebende Fremdsprache
- Mathematik (nur für S und ES, Wahlfach für L)
- Sport (2 Stunden)
- Naturwissenschaften (Enseignement scientifique, Biologie und Physik/Chemie, nur in der Première für ES und L)
- TPE (Travaux personnels encadrés, nur in der Première; Semesterarbeit zu einem frei gewählten Thema).

Die einzelnen Profile zeichneten sich durch eigene Pflichtfächer, unterschiedliche Lehrpläne und unterschiedliche Stundenzahlen aus. Die jeweiligen profilspezifischen Pflichtfächer waren:
- Profil S (Scientifique): Mathematik, Physik-Chemie, SVT (Sciences de la vie et de la terre, Biologie-Geowissenschaft) oder SI (Ingenieurwissenschaften)
- Profil ES (Economique et Sociale): Wirtschafts- und Sozialwissenschaften, Geschichte, Mathematik
- Profil L (Littéraire): Literatur und Geschichte sowie in der Terminale Philosophie.
- Neben diesen Pflichtfächern mussten noch ein oder zwei weitere Fächer belegt werden.

Zur Reform von 2021 siehe Baccalauréat.

#### Abiturprüfung (Baccalauréat)
Möglich sind

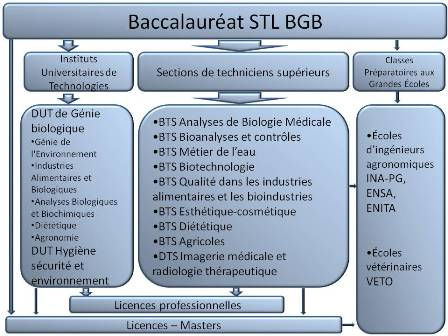
Wege vom Baccalauréat technologique zu passenden Berufen

- allgemeines Baccalauréat (Baccalauréat général) in zwölf Fächern; eine Reform, die diese Anzahl auf sechs Fächer senken sollte, wurde vorerst verschoben. Die Aufgaben für alle Fächer werden landesweit zum gleichen Termin zentral gestellt. In einem bis drei Fächern findet die Abiturprüfung bereits am Ende der Première statt (in allen Profilen: Französisch; in L und ES: Naturwissenschaft; in L: Mathematik-Informatik). Die übrigen Fächer werden am Ende der Terminale geprüft. Je nach Profil werden die einzelnen Fächer unterschiedlich stark gewichtet, indem sie unterschiedliche Koeffizienten erhalten. Bei der Berechnung der Gesamt-Abiturnote werden nur die Leistungen in diesen Prüfungen herangezogen, die Leistungen der Vorjahre spielen dagegen keine Rolle.

- Baccalauréat technologique mit acht Fachrichtungen wie zum Beispiel Hotel, medizinische und soziale Berufe, Laborberufe…
- Baccalauréat professionnel mit über 50 Fachrichtungen von Kunststoffgießerei über Automechanik bis Einzelkaufmann.

Die beruflichen Abiturformen sollen aufgewertet werden. Im Jahr 2017 hatte Frankreich eine Abiturquote von 79 %; gleichzeitig brechen 61 % eines Jahrgangs ihr gewähltes Erststudium ab. Mehr Möglichkeiten einer Fächerwahl nach Interessen und Neigungen soll das verbessern. Die Prüfungen werden entzerrt.

### Inklusion
Seit 2005 sind alle schulischen Einrichtungen verpflichtet, Kinder mit Handicap aufzunehmen, auf der Grundlage des Gesetzes zur „Rechts- und Chancengleichheit“. So werden beeinträchtigte Schüler je nach Grad ihrer Behinderung unterschiedlich integriert. Bei einer leichten wird das Kind ganz in den Regelunterricht eingebunden, bei Bedarf erhält es Unterstützung durch eine Begleitperson. Bei schwereren Behinderungen wird es möglich, für diese Schüler gesonderte Klassen an einer normalen Schule einzurichten. Die Förderschule, welche in Frankreich als medizinisch-soziale Einrichtung gilt, bleibt die Ausnahme. Welche Einrichtungen infrage kommen, entscheidet eine außerschulische Kommission unter Einbeziehung der Eltern. Das integrative Modell überwiegt gegenüber dem inklusiven: Es gibt Sonderunterricht in den Schulen, Hin- und Herfahren zwischen der Schule und der Behinderteneinrichtung für das Kind, Begleitpersonen ohne Ausbildung. Ihre Aufgaben werden nur ungenau konzipiert.

### Schulreformpläne

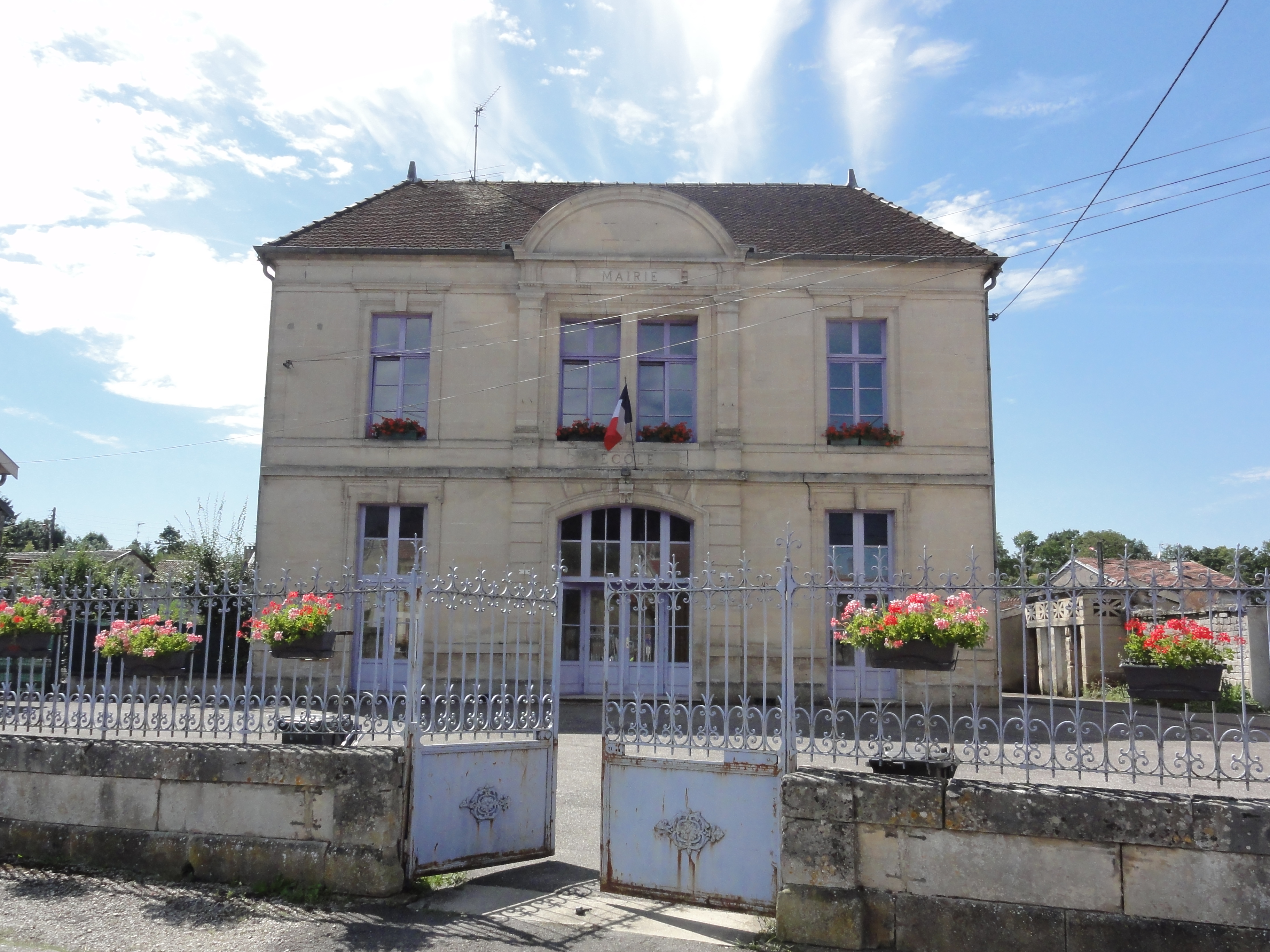
Typische Kombination einer Rathaus-Schule in Morley (Meuse)

Nachdem der damalige Bildungsminister Xavier Darcos 2008 eine Reform des Lycées angekündigt hatte, stieß diese auf starken Widerstand. Zunächst wurde Richard Descoings, Direktor der Hochschule Sciences Po, damit beauftragt, Schüler, Lehrer und Eltern in Frankreich zu befragen. Nach einer Kabinettsumbildung im Sommer 2009 stellte zu Beginn des Schuljahres der neue Bildungsminister Luc Chatel den Reformplan für das Lycée vor. Die neue Fassung des Lycées fiel konservativer aus als die von Darcos vorgeschlagene Reform und folgte in großen Zügen dem bereits Anfang 2009 vorgestellten Bericht Apparu, in dem der Abgeordnete Benoist Apparu (UMP) seinen Reformvorschlag vorgestellt hatte.
Die französische Bildungspolitik unter dem sozialistischen Präsidenten François Hollande und der Ministerin Najat Vallaud-Belkacem strebte eine egalitäre Reform des Collège an, die sich gegen spezielle Fremdsprachenregelungen richtete, die angeblich nur einer elitären Minderheit nützten. Diese Reform stieß wegen der befürchteten gravierenden Folgen z. B. für Deutsch als Fremdsprache oder Latein im französischen Schulsystem auf erheblichen Widerstand unter den französischen Deutschlehrern sowie in Deutschland. Unter Macron wurde dies 2017/18 zurückgenommen.
Die Regierung Macrons plant eine umfassende Bildungsreform. So wurden bereits die Grundschulklassen verkleinert und die Schulpflicht mit 3 Jahren eingeführt. Bildungsminister Jean-Michel Blanquer hat 2019 sein Reformmodell Für eine Schule des Vertrauens vorgestellt. Danach sollen die Schulleiter zu Vorgesetzten der Lehrkräfte erhoben und die Inklusion eingeführt werden. Das politische Ziel liegt im Kampf gegen den wachsenden Fundamentalismus. Der Mord am Geschichtslehrer Samuel Paty setzte im Oktober 2020 ein bedrohliches Zeichen. Die nachfolgenden Minister Pap Ndiaye und seit 2023 der sehr junge Gabriel Attal bemühten sich um eine Fortsetzung (Verbot der Abaya an Schulen). Eine politische Wende Macrons zu den Konservativen hin bedeutete die Ankündigung im Januar 2024, mit der neuen Bildungsministerin Amélie Outréa-Castéra würden nationale und republikanische Werte wieder obligatorisch als „zivile Wiederaufrüstung“ hervorgehoben: Auswendiglernen der Nationalhymne, mehr Staatsbürgerkunde, gleiche Schuluniformen für alle, Pflichtfach Theaterspielen.
Bei den PISA-Studien, zuletzt 2015, 2018 und 2022, hat Frankreich zunehmend schlechter abgeschnitten. Die Probleme liegen in mittelmäßigen Ergebnissen und großen sozialen Unterschieden.

## Hochschulen

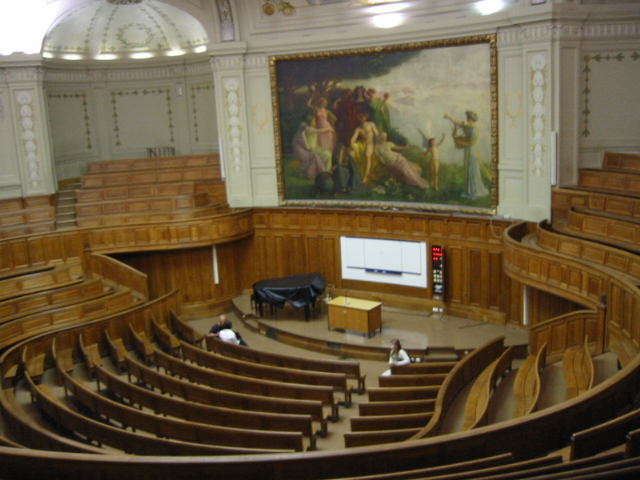
Hörsaal (Amphithéâtre) in der Pariser Sorbonne

### Hochschulsystem
Im Jahr 2016/2017 waren in Frankreich und seinen Überseedepartements 2.609.709 Studierende eingeschrieben. Die akademische Bildung wird geprägt von der Koexistenz der Grandes écoles (für die politisch-wirtschaftliche Elite, mit Studiengebühren) und der ca. 80 Universitäten, an denen zwei Drittel studieren. Daneben gibt es noch spezielle Berufshochschulen, die Ecoles spécialisées (Berufe wie Hebamme, Designer, Krankenpfleger), sowie die Instituts Universitaires Professionnalisés, die den deutschen Fachhochschulen entsprechen.
Die Grandes écoles können meist erst nach dem Besuch einer Classe préparatoire besucht werden, die in der Regel von ausgesuchten Lycées angeboten wird. Die Grandes écoles haben gegenüber den Universitäten eine höhere Reputation, niedrigere Studentenzahlen und höhere persönliche Betreuung. Zu den bedeutenderen Grandes écoles gehören die École polytechnique, die École normale supérieure (ENS), die École des hautes études en sciences sociales (EHESS), die École nationale d’administration (ENA), die École nationale supérieure d’arts et métiers (ENSAM) und die École Centrale Paris. Viele Politiker stammen aus der ENA, Kritiker werfen ihnen soziale Abschottung vor. Präsident Macron hat 2021 ihre Abschaffung angekündigt.
Die höchste Reputation in weltweiten Vergleichen haben die technische Universität Paris-Saclay, die Paris Sciences et Lettres Universität, zur Ressourcenbündelung 2019 offiziell aus einer breiten Vereinigung von Einrichtungen gebildet (ENS, Collège de France …) und die altehrwürdige Sorbonne in Paris. In der Provinz reichen Grénoble, Marseille und Straßburg noch an die Pariser Spitzengruppe heran.

### Hochschulreform
Ende Oktober 2017 hat Hochschulministerin Frédérique Vidal einen Katalog von Maßnahmen vorgelegt, die bewirken sollen, dass die Studienplätze gerechter verteilt und die Absolventen bei ihrer Studienwahl besser unterstützt werden. Im Zuge der europaweiten Harmonisierung der Studienabschlüsse durch den Bologna-Prozess wird auch an französischen Hochschulen das LMD-System eingeführt. Nacheinander werden erworben die Licence (entspricht dem Bachelor; nach 3 Jahren), der Master (nach 5 Jahren) und das Doktorat (nach 8 Jahren). Reformierte Hochschulen sprechen vom 1er cycle, 2e cycle und 3e cycle (bis zum doctorat). Die traditionellen nationalen Abschlüsse (DEUG, Licence, Maîtrise, DEA und DESS) sollen im Rahmen dieses Prozesses entfallen.

#### Promotion und Habilitation
Lange Zeit stand die „thèse d’état“ an der Spitze der Universitätsabschlüsse. Sie konnte ein einziges umfangreiches Werk darstellen oder auch eine Zusammenstellung bereits publizierter Arbeiten, die Bearbeitungsdauer bis zu sechs Jahren dauern. Um diese abzukürzen, wurde sie durch die „thèse nouveau régime“ ersetzt, die gegenwärtig bis zu drei Jahren Forschungszeit einnimmt. Nach einigen Jahren wird die „habilitation à diriger des recherches“ (HDR) angestrebt, die im natur- und ingenieurwissenschaftlichen Bereich in der Regel so erfolgt, dass die bisherigen Publikationen zusammengestellt werden. Es kann auch eine längere eigenständige Publikation vorgelegt werden, was in den Sozialwissenschaften üblicher ist. Die Lehrberechtigung für Hochschulen, die venia legendi, wird Agrégation genannt.

## Erwachsenenbildung
Im Gegensatz zu Deutschland oder den skandinavischen Ländern ist die berufliche Erwachsenenbildung (formation des adultes) in Frankreich sehr wenig präsent. Dabei hatte bereits Condorcet in der Französischen Revolution eine éducation permanente gefordert, die auch von den Lifelong-learning-Programmen der EU unterstützt wird. Es gibt die Weiterbildungseinrichtung IMEP (Institut coMmunautaire d’Education permanente), die nach dem Ersten Weltkrieg gegründet wurde, um den heimkehrenden Soldaten eine handwerkliche Ausbildung zu bieten. Daneben gibt es das CRIA (Centre de Ressources Illettrisme et Analphabétisme), CPA (C’est possible autrement) sowie Accueil et promotion. Dabei steht das Nachholen von Basisschulkompetenzen im Vordergrund (savoirs de base). Eine weitere Säule ist das Fremdsprachenlernen, ähnlich wie in der deutschen Volkshochschule. Nach einer Unterbrechung seit dem Zweiten Weltkrieg begann der Wiederaufbau der französischen universitès populaires in den 1960er Jahren vom elsässischen Mulhouse aus. Der Philosoph Michel Onfray gründete 2002 die Université populaire de Caen, worauf viele weitere Gründungen folgten. Die Association des universités populaires de France (AUPF) hat inzwischen über 60 Mitglieder.